# Rittersdorf (Thüringen)
Rittersdorf ist eine Gemeinde im Süden des Landkreises Weimarer Land und Teil der Verwaltungsgemeinschaft Kranichfeld.

## Geografie und Geologie
Das Dorf liegt auf einem muldenförmigen Hochplateau der Ilm-Saale-Kalkplatte und ist von der Bundesstraße 87 von Stadtilm nach Kranichfeld über eine Ortsverbindungsstraße zu erreichen. Eine weitere Verbindung besteht über die Landesstraße 1060 von Blankenhain nach Tannroda führend. Geologisch befindet sich die Gemarkung von Rittersdorf in der Randlage des Thüringer Beckens. Die geologische Herkunft ist grundwasserferner Muschelkalk.
Die Ansiedlung Mohrenthal ist ein Ortsteil von Rittersdorf.

## Geschichte und Gegenwart

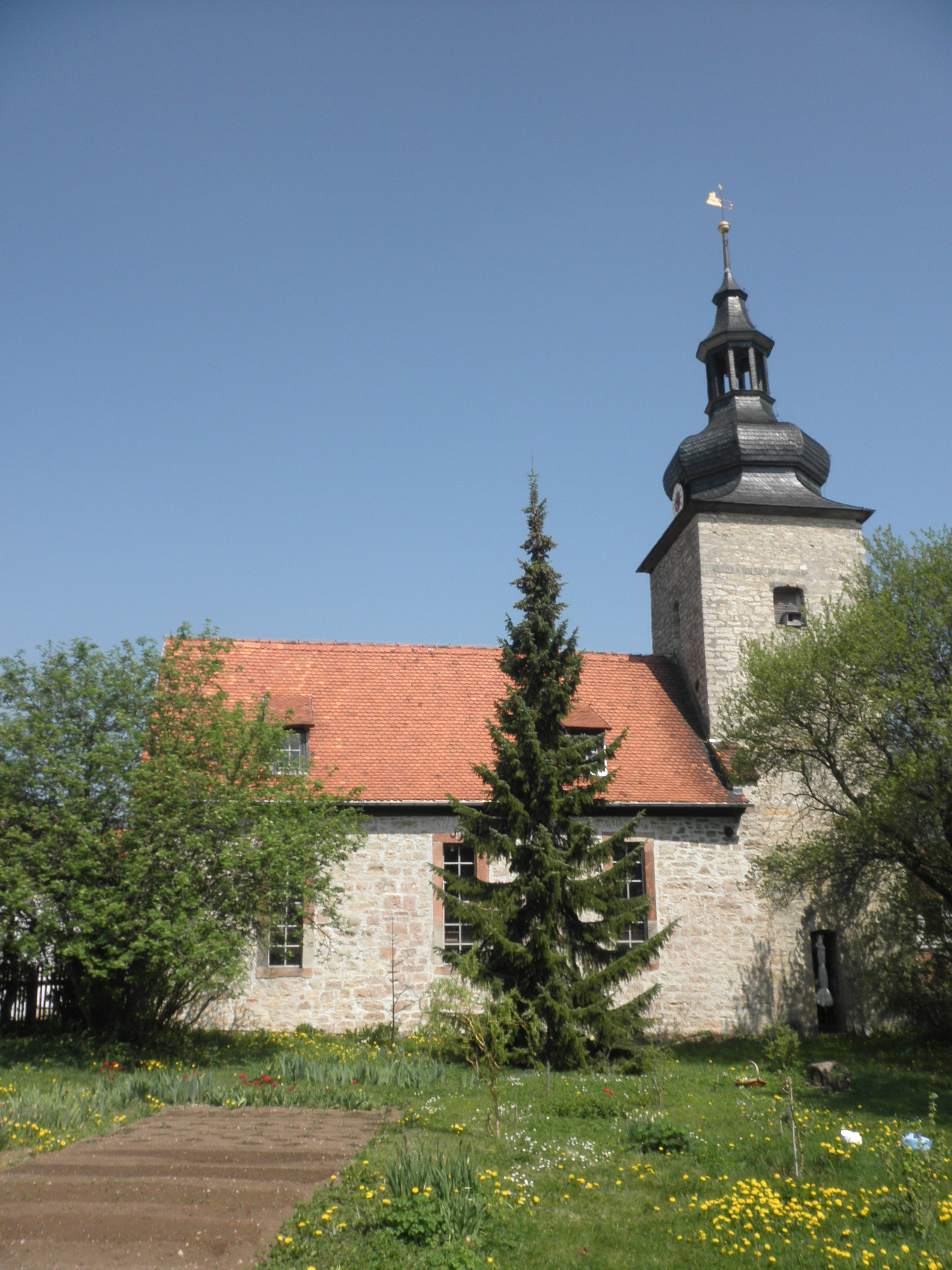
Kirche St. Georg in Rittersdorf (2012)

Der Ort ist eine um 1150 erfolgte fränkische Gründung.
Am 25. August 1311 war die urkundlich dokumentierte Ersterwähnung des Ortes.
Rittersdorf war und ist ein landwirtschaftlich geprägter Ort.
Dominierend ist (im Jahre 2012) der Anbau von Raps auf den umliegenden Feldern („Energiepflanze“).
Die Energiegenossenschaft Rittersdorf eG liefert Solar-Strom für den ersten Thüringer Ökostromtarif mit regional erzeugtem Solarstromanteil.
Im Ortsbild gibt es schön renovierte Wohn- und Wirtschaftsgebäude aus Fachwerk, meist frühere Bauernhäuser. Die Kirche St. Georg ist restauriert.

## Politik

### Gemeinderat
Der Gemeinderat in Rittersdorf besteht aus sechs Ratsmitgliedern, die bei der Kommunalwahl am 26. Mai 2024 in einer Verhältniswahl gewählt wurden, und dem ehrenamtlichen Bürgermeister als Vorsitzendem.
Die Sitzverteilung im Gemeinderat:
| Wahl | FDP | Vereinsgemeinschaft Rittersdorf | Parteilos | Gesamt  |
| ---- | --- | ------------------------------- | --------- | ------- |
|      |     | 5                               | 1         | 6 Sitze |
| 2014 | 2   | 4                               |           | 6 Sitze |

### Bürgermeister
Vom 6. Juni 2010 bis 11. Juni 2022 war Johannes Rokosch Bürgermeister von Rittersdorf. Am 12. Juni 2022 wurde Ellen Huschke mit 92 Stimmen vor Rainer Thomas Hillscher mit 85 Stimmen zur neuen Bürgermeisterin gewählt.

## Wirtschaft und Infrastruktur

### Wasser und Abwasser
Die Aufgabe der Wasserversorgung obliegt dem Wasserversorgungszweckverband Weimar; die Abwasserbeseitigung wurde dem Wasser-/Abwasserzweckverband Arnstadt und Umgebung übertragen.

## Auszeichnungen
Im November 2015 wurde Rittersdorf als „Energie-Kommune“ ausgezeichnet. Ausschlaggebend war die lokale Produktion erneuerbarer Energien durch eine Bürgerenergiegenossenschaft, u..a mithilfe eines Solarparks auf einer ehemaligen Müllhalde und gefördert durch einen regionalen Ökostromtarif.